# 1901 في كندا
فيما يلي قوائم الأحداث التي وقعت خلال عام 1901 في كندا.

## سياسة

### تعيين في المنصب
- 1 يناير – جيمس ديفيدسون عمدة أوتاوا [الإنجليزية]‏.
- 29 يناير – لورانس جيوفري باور رئيس مجلس الشيوخ [الإنجليزية]‏.
- 6 فبراير – بنجامين راسيل عضو مجلس العموم الكندي.
- 6 فبراير – ويليام روش عضو مجلس العموم الكندي.

### انتهاء فترة المنصب
- 1 يناير – جيمس ديفيدسون عمدة أوتاوا [الإنجليزية]‏.
- 4 مايو – جون جونز روس عضو مجلس الشيوخ الكندي ‏.

## مواليد

### يناير
- 1 يناير – بيتر رونالد ماكدونالد سياسي كندي.[1]
- 1 يناير – جون كاسيني ممثل كندي.
- 1 يناير – جيمس إي. جيل[2]
- 1 يناير – رون ليا ممثل كندي.
- 1 يناير – فرانك فيشر لاعب هوكي جليد كندي.
- 8 يناير – جوزيف ألبرت سوليفان سياسي كندي.
- 14 يناير – دانا بورتر سياسي كندي.
- 17 يناير – كولن كامبل سياسي كندي.[3]
- 29 يناير – إي. بي تايلور[4]

### فبراير
- 21 فبراير – باول غوثير سياسي كندي.
- 26 فبراير – دوايت ويلسون
- 28 فبراير – تشاونسي بانجز متزلج فني كندي.

### مارس
- 18 مارس – مانلي بالمر هول[5]
- 30 مارس – سيدني ديفيد بيرس دبلوماسي كندي.
- 31 مارس – ديك سوتون سياسي كندي.

### مايو
- 5 مايو – دونالد بوكانان بلو سياسي كندي.[6]
- 13 مايو – ألبرت هيوز لاعب هوكي جليد كندي.

### يونيو
- 1 يونيو – هاب داي لاعب هوكي جليد كندي.
- 5 يونيو – بروس هاتشيسون[7]
- 13 يونيو – ألبرت فريدريك ماكدونالد سياسي كندي.[8]

### يوليو
- 18 يوليو – غورد ماكفرلين لاعب هوكي جليد كندي.[9]
- 30 يوليو – ليون رايموند سياسي كندي.[10]

### أغسطس
- 6 أغسطس – جاك سميث سياسي كندي.[11]

### سبتمبر
- 8 سبتمبر – هارولد كونولي سياسي كندي.[12]
- 11 سبتمبر – أوجين ماركيز سياسي كندي.[13]
- 12 سبتمبر – بين بلو ممثل كندي.[14]
- 22 سبتمبر – تشارلس هوغنس[15]
- 26 سبتمبر – غوردون ماكغريغور
- 28 سبتمبر – فرانك كولينز

### أكتوبر
- 7 أكتوبر – فرانك باوتشر لاعب هوكي جليد كندي.[16]
- 14 أكتوبر – جون أوتس باور سياسي كندي.[17]
- 25 أكتوبر – ديفيد ماكجيل رياضي كندي.

### نوفمبر
- 28 نوفمبر – كارل أغار
- 30 نوفمبر – فرانك تشيستر سياسي كندي.

### ديسمبر
- 1 ديسمبر – جون روبرت نيكلسون سياسي كندي.[18]

## وفيات

### يناير
- 1 يناير – جوزيف سالتر (مواليد 1816) سياسي كندي.
- 9 يناير – إدوارد ميتشيل بانستر (مواليد 1828) رسام من الولايات المتحدة الأمريكية.[19]

### فبراير
- 13 فبراير – فرانسيس إليزابيث موراي (مواليد 1830)

### مارس
- 2 مارس – جورج ميرسير دوسن (مواليد 1849)[20]
- 25 مارس – آرثر ويلينغتون روس (مواليد 1846) سياسي كندي.[21]

### مايو
- 4 مايو – جون جونز روس (مواليد 1831) سياسي كندي.[22]
- 8 مايو – جورج إدوين كينغ (مواليد 1839) سياسي كندي.

### يوليو
- 24 يوليو – جورج ويليام ألان (مواليد 1822) سياسي كندي.[23]

### أكتوبر
- 17 أكتوبر – جورج غودفري (مواليد 1853)[24]
- 25 أكتوبر – كولن ماكدوغال (مواليد 1834) سياسي كندي.[25]

### نوفمبر
- 11 نوفمبر – ويليام غارلاند (مواليد 1856) سياسي كندي.

### ديسمبر
- 8 ديسمبر – جيمس كوري (مواليد 1827) سياسي كندي.